# فهرست آثار ملی استان فارس
فهرست آثار ملی استان فارس شامل تمام آثار ملی ثبت شده (۲۹۸۵ اثر تا سال ۱۴۰۰) در این استان از ابتدا تا کنون می‌باشد. فارس رتبه نخست کشور را در تعداد آثار ثبتی به خود اختصاص داده‌است. استان فارس غنی‌ترین و متنوع‌ترین ذخایر تاریخی در دوره‌های مختلف را در بین استان‌های کشور داراست، همچنین وجود جاذبه‌های طبیعی و گردشگری به اهمیت این موضوع می‌افزاید. این استان ۱۰ درصد از آثار ملی ایران را شامل می‌شود. بیشترین آثار تاریخی استان به ترتیب در شهرستان‌های شیراز، مرودشت، کازرون و لارستان ثبت شده‌است. شهر شیراز با بافتی بالغ بر ۳۶۰ هکتار یکی از منسجم‌ترین این بافت‌ها محسوب می‌شود.
استان فارس یکی از استان‌های جنوبی است که با وسعت بیش از ۱۲۲ هزار کیلومترمربع در جنوب ایران واقع شده و کهن پیشینه ای از دوران هخامنشی داشته‌است و شهر شیراز، از سده سوم هجری به تدریج جای شهر اصطخر به عنوان مرکز استان قرار گرفته و در ادوار مختلف تاریخی از جمله دوران اتابکان، دیلمیان، آل اینجو، آل مظفر و زندیه پایتخت ایران بوده‌است.
۳۰ درصد از آثار تاریخی کشور و ۱۲ اثر از جمله تخت جمشید، پاسارگاد و باغهای پاسارگاد، باغ ارم، شهر تاریخی بیشاپور، تنگ چوگان، غار و مجسمه شاپور، کاخ ساسانی سروستان، قلعه دختر، کاخ اردشیر و شهر تاریخی گور و نقش برجسته‌های تنگاب به فهرست جهانی پیوسته‌اند و آثار درخشان دوران اسلامی که در نوع خود بی نظیر و گویای اوج هنر معماری این سرزمین می‌باشند از جمله مسجد نصیرالملک، مسجد جامع عتیق، مسجد وکیل و مسجد جامع نی ریز در این دیار و مهد تاریخ، فرهنگ و هنر ایران زمین قرار دارند.
فارس با ۲۹۸۵ اثر ثبت ملی و علاوه بر آن با ۴۰۰ جاذبه طبیعی منحصر به فرد همچون آبشار مارگون، هر ساله پذیرای تعداد بیشماری از دوستداران طبیعت است. فارس از مهمترین مناطق عشایری کشور محسوب می‌شود و وجود ایلات عشایری در این استان خود جاذبه‌های بی بدیل برای گردشگران داخلی و خارجی به‌شمار می‌آید. این استان هنر پرور و هنر دوست از دیر باز مهد پرورش اساتید، هنرمندان و صنعتگران به نام بوده به طوری که علاوه بر ثبت هنر منبت شهرستان آباده در شورای جهانی صنایع دستی، ۴ اثر خاتم شیراز، گلیم عشایری و ۲ نمونه قالیچه عشایری استان، مهر اصالت یونسکو را دریافت نموده‌اند.

## پیشینه
در سال ۱۳۹۸ علاوه بر قلات، مسجد سیف گراش، خانه برکت شیراز، خانه عادل یزدی شیراز، کارخانه نساجی (گالری تار و پود) شیراز، مسجد جامع مرودشت، موقوفه معدل الملک شیراز، پنج برکه گراش، تل خندق کهنویه خنج، تل قلعه خدومی خنج، تمب گلی خنج، خانه حاجی باقر آقا غفوری لارستان، خانه شاکری شیراز، قبرستان جاماسب حکیم جهرم، قلعه گبری جهرم، گورستان‌های توده سنگی کفترک شیراز، آب انبارهای سعیدا گراش، تپه قربانقلی پاسارگاد، تپه لفا خنج، خانه حاج میرزا رحیم دهقان ایچ استهبان، خانه خوشخو شیراز، خانه معتمدی نی ریز، قلعه قزل ارسلان شیراز، قنات باشا شبانکاره- میرشکاری میمند- فیروز آباد، گورستان جوادیه شیراز، مسجدالزهراء نی ریز، قلعه کهنه و قبرستان فیشورلارستان، اشکفت فاروق مرودشت، استودان فاروق مرودشت، پل آسعدی مرودشت و خانه احمد علی پاکباز استهبان نیز در فهرست میراث ملی به ثبت رسیده‌است. با ثبت این ۳۰ اثر و روستای قلات، تعداد آثار تاریخی فارس در فهرست آثار ملی کشور به ۲ هزار و ۹۸۵ اثر رسید که با این تعداد، فارس همچنان رتبه نخست کشور را در تعداد آثار ثبتی به خود اختصاص داده‌است.
مرداد ۱۴۰۰ وزیر میراث‌فرهنگی، گردشگری و صنایع‌دستی در نامه‌های جداگانه به استاندار فارس مراتب ثبت ملی شش اثر فرهنگی‌تاریخی زیر را ابلاغ کرد.
- خانه سلیمان‌پور واقع در استان فارس، شهرستان فسا، بخش مرکزی، شهر فسا، خیابان شهید طالقانی، کوچه شهید خلقتی به شماره ۳۳۴۰۷
- خانه صالحی واقع در شهرستان فسا، بخش نوبندگان، شهر نوبندگان، محله قلعه بالا، خیابان ابن‌سینا، روبه‌روی کوجه درمانگاه، سه راه عشق، به شماره ۳۳۴۰۱
- کتیبه پهلوی دروای زرین‌دشت واقع در بخش مرکزی شهرستان زرین‌دشت، دهستان خسویه، دو کیلومتری روستای دروا به شماره ۳۳۴۰۳
- مجموعه دستکندهای خرمی واقع در شهرستان خرم بید، بخش مرکزی، شهر صفاشهر، محله خرمی به شماره ۳۳۴۰۴
- خانه گل تاج سینایی واقع در شهرستان فسا، بخش نوبندگان، شهر نوبندگان، محله قلعه پایین، خیابان شهدا، جنب مسجد امام حسین، به شماره ۳۳۴۰۵
- خانه غازیانی واقع در شهرستان شیراز، بخش مرکزی، شهر شیراز، خیابان کریم‌خان زند، کوچه ۱۳، پلاک ۳۵، به شماره ۳۳۴۰۶

در سوم مهر ۱۴۰۰ فلکه گاز شیراز در فهرست آثار واجد ارزش تاریخی-فرهنگی ایران به ثبت رسید.

## جدول
| ر  | شهرستان                             | تعداد (براساس فهرست) | نخستین اثر                | توضیح | موقعیت                     |
| -- | ----------------------------------- | -------------------- | ------------------------- | ----- | -------------------------- |
| ۱  | فهرست آثار ملی شهرستان آباده        | ۴۰                   | چهارطاقی ساسانی ایزدخواست |       | شهرستان آباده              |
| ۲  | فهرست آثار ملی شهرستان ارسنجان      | ۹۰                   | قلعه افراسیاب خان         |       |                            |
| ۳  | فهرست آثار ملی شهرستان استهبان      | ۹۴                   | مسجد ساده                 |       |                            |
| ۴  | فهرست آثار ملی شهرستان اقلید        | ۴۵                   | حوضچه دختر گبر            |       |                            |
| ۵  | فهرست آثار ملی شهرستان اوز          |                      |                           |       |                            |
| ۶  | فهرست آثار ملی شهرستان بختگان       |                      |                           |       |                            |
| ۷  | فهرست آثار ملی شهرستان بوانات       | ۴۵                   | امامزاده شاه میر حمزه     |       |                            |
| ۸  | فهرست آثار ملی شهرستان بیضا         | ۷۶                   | تپه باستانی ملیان         |       |                            |
| ۹  | فهرست آثار ملی شهرستان پاسارگاد     | ۷۰                   |                           |       |                            |
| ۱۰ | فهرست آثار ملی شهرستان جهرم         | ۶۲                   | بازار جهرم                |       |                            |
| ۱۱ | فهرست آثار ملی شهرستان خرامه        |                      |                           |       |                            |
| ۱۲ | فهرست آثار ملی شهرستان خرم‌بید       | ۸۲                   | تل جنگی                   |       |                            |
| ۱۳ | فهرست آثار ملی شهرستان خفر          |                      |                           |       |                            |
| ۱۴ | فهرست آثار ملی شهرستان خنج          |                      |                           |       |                            |
| ۱۵ | فهرست آثار ملی شهرستان داراب        | ۶۱                   | دارابگرد                  |       |                            |
| ۱۶ | فهرست آثار ملی شهرستان رستم         |                      |                           |       |                            |
| ۱۷ | فهرست آثار ملی شهرستان زرقان        |                      |                           |       |                            |
| ۱۸ | فهرست آثار ملی شهرستان زرین‌دشت      |                      |                           |       |                            |
| ۱۹ | فهرست آثار ملی شهرستان سپیدان       | ۱۷                   | کتیبه شش پیر              |       |                            |
| ۲۰ | فهرست آثار ملی شهرستان سرچهان       |                      |                           |       |                            |
| ۲۱ | فهرست آثار ملی شهرستان سروستان      |                      |                           |       |                            |
| ۲۲ | فهرست آثار ملی شهرستان شیراز        | ۷۱۰                  | قصر ابونصر                |       | شهرستان شیراز              |
| ۲۳ | فهرست آثار ملی شهرستان فراشبند      | ۵۳                   | برج گنبد                  |       |                            |
| ۲۴ | فهرست آثار ملی شهرستان فسا          | ۶۰                   | قلعه ضحاک                 |       |                            |
| ۲۵ | فهرست آثار ملی شهرستان فیروزآباد    | ۸۷                   | گنبد آتشکده فراشبند       |       |                            |
| ۲۶ | فهرست آثار ملی شهرستان قیر و کارزین | ۴۳                   | تل قلعه گبری              |       |                            |
| ۲۷ | فهرست آثار ملی شهرستان کازرون       | ۱۳۸                  |                           |       |                            |
| ۲۸ | فهرست آثار ملی شهرستان کوار         |                      |                           |       |                            |
| ۲۹ | فهرست آثار ملی شهرستان کوه‌چنار      |                      |                           |       |                            |
| ۳۰ | فهرست آثار ملی شهرستان گراش         | ۲۲                   | هفت‌برکه                   |       | شهرستان گراش               |
| ۳۱ | فهرست آثار ملی شهرستان لارستان      | ۱۴۹                  | بازار قیصریه لار          |       |                            |
| ۳۲ | فهرست آثار ملی شهرستان لامرد        | ۳۱                   | محوطه تمب بوت             |       |                            |
| ۳۳ | فهرست آثار ملی شهرستان مرودشت       | ۲۵۹                  | اصطخر                     |       |                            |
| ۳۴ | فهرست آثار ملی شهرستان ممسنی        | ۱۰۹                  | خرابه‌های یک شهر سلطنتی    |       |                            |
| ۳۵ | فهرست آثار ملی شهرستان مهر          | ۲۳                   | استودان‌های خوزی           |       |                            |
| ۳۶ | فهرست آثار ملی شهرستان نی‌ریز        | ۳۸                   | مسجد جامع کبیر نی ریز     |       |                            |
|    | فهرست آثار ملی استان فارس           | ۲۹۸۵                 |                           |       | موقعیت استان فارس در ایران |

## برپایه شهرستان

### خنج
| کد ثبتی | نام                       | شهر | موقعیت جغرافیایی                                               | طول و عرض جغرافیایی | سال ثبت    | قدمت                      | نگاره |
| ------- | ------------------------- | --- | -------------------------------------------------------------- | ------------------- | ---------- | ------------------------- | ----- |
| ۱۲۶۸۹   | آرامگاه امرای میرشریف خنج | خنج | شهرستان لارستان، بخش خنج، خ پارک شهر، داخل قبرستان             |                     | ۱۳۸۴/۰۵/۱۹ | اواخرتیموری ـ اوائل صفویه |       |
| ۱۲۶۹۶   | آب‌انبار شیخ خنج           | خنج | شهرستان لارستان، بخش خنج، خ بازار                              |                     | ۱۳۸۴/۰۵/۱۹ | قاجاریه                   |       |
| ۱۲۷۰۷   | آب‌انبار میرشریف           | خنج | شهرستان لارستان، بخش خنج، خ رودخانه میر شریف                   |                     | ۱۳۸۴/۰۵/۱۹ | تیموریان                  |       |
| ۱۲۷۲۷   | آب‌انبار کله خنج           | خنج | شهرستان لارستان، بخش خنج، خ رودخانه میرشریف، جنب آب انبار قاضی |                     | ۱۳۸۴/۰۵/۱۹ | صفویه                     |       |

### زرین‌دشت
| کد ثبتی | نام                | شهر     | موقعیت جغرافیایی                                                               | طول و عرض جغرافیایی | سال ثبت    | قدمت   | نگاره |
| ------- | ------------------ | ------- | ------------------------------------------------------------------------------ | ------------------- | ---------- | ------ | ----- |
| ۱۰۴۹۴   | تل برفی (تخت شاهی) | زرین‌دشت | شهرستان زرین دشت، بخش مرکزی، دهستان خسویه، ۱/۵ کیلومتری جنوب غربی روستای خسویه |                     | ۱۳۸۲/۰۸/۰۲ | ساسانی |       |